# Мокровська сільська рада
Мокровська сільська́ ра́да (біл. Мокраўскі сельсавет) — адміністративно-територіальна одиниця у складі Пружанського району Берестейської області Білорусі. Адміністративний центр — село Мокре.

## Склад
Населені пункти, що підпорядковувалися сільській раді станом на 2009 рік:
| Населений пункт | Тип  | Населення, осіб (2009) |
| --------------- | ---- | ---------------------- |
| Бельчиці        | село | 79                     |
| Боровики        | село | 41                     |
| Залісся         | село | 26                     |
| Замошшя         | село | 15                     |
| Клепачі         | село | 1182                   |
| Козли           | село | 106                    |
| Котра           | село | 43                     |
| Красне          | село | 47                     |
| Лежайка         | село | 42                     |
| Лихачі          | село | 19                     |
| Мокре           | село | 324                    |
| Немковичі       | село | 7                      |
| Нестерки        | село | 19                     |
| Новодворці      | село | 54                     |
| Піски           | село | 20                     |
| Постолово       | село | 8                      |
| Рудники         | село | 193                    |
| Силичі          | село | 63                     |
| Стаї            | село | 9                      |
| Трухоновичі     | село | 14                     |
| Яновці          | село | 37                     |

## Населення
За переписом населення Білорусі 2009 року чисельність населення сільської ради становила 2348 осіб.

### Національність
Розподіл населення за рідною національністю за даними перепису 2009 року:
| Національність                | Осіб | Відсоток |
| ----------------------------- | ---- | -------- |
| білоруси                      | 2086 | 88,84 %  |
| росіяни                       | 140  | 5,96 %   |
| українці                      | 72   | 3,07 %   |
| поляки                        | 18   | 0,77 %   |
| вірмени                       | 7    | 0,30 %   |
| національність не вказана     | 5    | 0,21 %   |
| молдовани                     | 3    | 0,13 %   |
| німці                         | 3    | 0,13 %   |
| мордва                        | 3    | 0,13 %   |
| греки                         | 3    | 0,13 %   |
| татари                        | 2    | 0,09 %   |
| національність не повідомлена | 2    | 0,09 %   |
| азербайджанці                 | 1    | 0,04 %   |
| литовці                       | 1    | 0,04 %   |
| болгари                       | 1    | 0,04 %   |
| евени                         | 1    | 0,04 %   |
| Разом                         | 2348 | 100 %    |